# 氷の世界 (アルバム)
『氷の世界』（こおりのせかい）は、日本のシンガーソングライターである井上陽水の3枚目のオリジナル・アルバム。1973年12月1日にポリドール・レコードよりリリースされた。

## 解説
当時の日本人アーティストの作品としては珍しく、ロンドンでレコーディングされた。クォーターマスのメンバーであったピート・ロビンソンとジョン・ガスタフソン、後にイアン・ギラン・バンドに参加するレイ・フェンウィック、ローリング・ストーンズの『悲しみのアンジー』のストリングス・アレンジャーを務めたニック・ハリソンなどの現地ミュージシャン・スタッフが参加した。
陽水の地元、福岡市・天神の福岡ビルにある「日本楽器天神店」（現:ヤマハミュージックリテイリング福岡店）では、開店前の朝8時頃に客が大勢殺到し、まだシャッターが下りた店の前で係員4、5人が、積み上げた段ボール箱からレコードを取り出し、汗だくで即売をした。
2014年から翌年にかけて行われた「井上陽水 氷の世界ツアー」は「氷の世界」発売40周年を記念して、「氷の世界」収録曲を全曲披露した。

## アルバムジャケット
ジャケット写真は楽屋でギターを奏でる陽水を写したもの。このギターは忌野清志郎の所蔵品であることを忌野本人が後日談として語っている。撮影した中村冬夫によると、とある事情でネガを現像液に浸けておく時間が長くなり、あの独特の白い感じになった。

## チャート成績
先行シングルとしてアルバム制作中にリリースされた「心もよう」は、陽水にとって初のオリコンシングルチャートのトップ10入りとなった。当時、LP（アルバム）はシングルと比して非常に高価であったが、100週以上BEST10に留まるなどロングセールスを続け、発売から2年後の1975年8月に日本レコード史上初のLP販売100万枚突破の金字塔を打ち立てた。オリコンのLPチャートでは5度も1位に返り咲くという記録を持っており、「100万枚突破記念盤」とレーベルに印刷された盤が存在する。
1982年にCDが発売される前のミリオンセールスアルバム（オリコン集計）4作品のうちの一枚である（残りの3枚は、松山千春『起承転結』・寺尾聰『Reflections』・YMO『ソリッド・ステイト・サヴァイヴァー』である）。
累計売上は『mimi』1979年8月号の記事には130万枚との記載がある。他に140万枚ないし150万枚。

## 再発売経緯
1983年に初めてCD化され、1990年、1996年、2001年（紙ジャケット仕様）、2006年、2008年（SHM-CD仕様）にも再リリースされている。また2007年に完全予約限定生産でLPが再発。2014年に発表40周年記念としてボーナストラックとDVDが追加されたリマスター盤『氷の世界 40th Anniversary Special Edition CD & DVD』が発売。

## 収録曲

### LPレコード
| #         | タイトル           | 作詞                 | 作曲                 | 編曲                   | 時間  |
| --------- | ------------------ | -------------------- | -------------------- | ---------------------- | ----- |
| 1.        | 「あかずの踏切り」 | 井上陽水             | 星勝                 | 星勝                   | 2:12  |
| 2.        | 「はじまり」       | 井上陽水             | 井上陽水             | 星勝                   | 0:39  |
| 3.        | 「帰れない二人」   | 井上陽水・忌野清志郎 | 井上陽水・忌野清志郎 | 星勝                   | 4:18  |
| 4.        | 「チエちゃん」     | 井上陽水             | 井上陽水             | 星勝・ニック・ハリスン | 2:42  |
| 5.        | 「氷の世界」       | 井上陽水             | 井上陽水             | 星勝・ニック・ハリスン | 4:09  |
| 6.        | 「白い一日」       | 小椋佳               | 井上陽水             |                        | 2:25  |
| 7.        | 「自己嫌悪」       | 井上陽水             | 井上陽水             | 星勝                   | 2:37  |
| 合計時間: | 合計時間:          | 合計時間:            | 合計時間:            | 合計時間:              | 19:02 |

| #         | タイトル         | 作詞                 | 作曲                 | 編曲                   | 時間  |
| --------- | ---------------- | -------------------- | -------------------- | ---------------------- | ----- |
| 1.        | 「心もよう」     | 井上陽水             | 井上陽水             | 星勝                   | 3:23  |
| 2.        | 「待ちぼうけ」   | 井上陽水・忌野清志郎 | 井上陽水・忌野清志郎 | 星勝                   | 2:40  |
| 3.        | 「桜三月散歩道」 | 長谷邦夫             | 井上陽水             | 星勝                   | 3:02  |
| 4.        | 「Fun」          | 井上陽水             | 井上陽水             | 星勝・ニック・ハリスン | 2:39  |
| 5.        | 「小春おばさん」 | 井上陽水             | 井上陽水             | 星勝                   | 3:04  |
| 6.        | 「おやすみ」     | 井上陽水             | 井上陽水             | 星勝                   | 2:51  |
| 合計時間: | 合計時間:        | 合計時間:            | 合計時間:            | 合計時間:              | 17:39 |

### CD
| #         | タイトル           | 作詞                 | 作曲                 | 編曲                   | 時間  |
| --------- | ------------------ | -------------------- | -------------------- | ---------------------- | ----- |
| 1.        | 「あかずの踏切り」 | 井上陽水             | 星勝                 | 星勝                   | 2:12  |
| 2.        | 「はじまり」       | 井上陽水             | 井上陽水             | 星勝                   | 0:39  |
| 3.        | 「帰れない二人」   | 井上陽水・忌野清志郎 | 井上陽水・忌野清志郎 | 星勝                   | 4:18  |
| 4.        | 「チエちゃん」     | 井上陽水             | 井上陽水             | 星勝・ニック・ハリスン | 2:42  |
| 5.        | 「氷の世界」       | 井上陽水             | 井上陽水             | 星勝・ニック・ハリスン | 4:09  |
| 6.        | 「白い一日」       | 小椋佳               | 井上陽水             |                        | 2:25  |
| 7.        | 「自己嫌悪」       | 井上陽水             | 井上陽水             | 星勝                   | 2:37  |
| 8.        | 「心もよう」       | 井上陽水             | 井上陽水             | 星勝                   | 3:23  |
| 9.        | 「待ちぼうけ」     | 井上陽水・忌野清志郎 | 井上陽水・忌野清志郎 | 星勝                   | 2:40  |
| 10.       | 「桜三月散歩道」   | 長谷邦夫             | 井上陽水             | 星勝                   | 3:02  |
| 11.       | 「Fun」            | 井上陽水             | 井上陽水             | 星勝・ニック・ハリスン | 2:39  |
| 12.       | 「小春おばさん」   | 井上陽水             | 井上陽水             | 星勝                   | 3:04  |
| 13.       | 「おやすみ」       | 井上陽水             | 井上陽水             | 星勝                   | 2:51  |
| 合計時間: | 合計時間:          | 合計時間:            | 合計時間:            | 合計時間:              | 36:41 |

| #         | タイトル           | 作詞                 | 作曲                 | 編曲                   | 時間  |
| --------- | ------------------ | -------------------- | -------------------- | ---------------------- | ----- |
| 1.        | 「あかずの踏切り」 | 井上陽水             | 星勝                 | 星勝                   | 2:12  |
| 2.        | 「はじまり」       | 井上陽水             | 井上陽水             | 星勝                   | 0:39  |
| 3.        | 「帰れない二人」   | 井上陽水・忌野清志郎 | 井上陽水・忌野清志郎 | 星勝                   | 4:18  |
| 4.        | 「チエちゃん」     | 井上陽水             | 井上陽水             | 星勝・ニック・ハリスン | 2:42  |
| 5.        | 「氷の世界」       | 井上陽水             | 井上陽水             | 星勝・ニック・ハリスン | 4:09  |
| 6.        | 「白い一日」       | 小椋佳               | 井上陽水             |                        | 2:25  |
| 7.        | 「心もよう」       | 井上陽水             | 井上陽水             | 星勝                   | 3:23  |
| 8.        | 「待ちぼうけ」     | 井上陽水・忌野清志郎 | 井上陽水・忌野清志郎 | 星勝                   | 2:40  |
| 9.        | 「桜三月散歩道」   | 長谷邦夫             | 井上陽水             | 星勝                   | 3:02  |
| 10.       | 「Fun」            | 井上陽水             | 井上陽水             | 星勝・ニック・ハリスン | 2:39  |
| 11.       | 「小春おばさん」   | 井上陽水             | 井上陽水             | 星勝                   | 3:04  |
| 12.       | 「おやすみ」       | 井上陽水             | 井上陽水             | 星勝                   | 2:51  |
| 合計時間: | 合計時間:          | 合計時間:            | 合計時間:            | 合計時間:              | 34:04 |

### 氷の世界 40th Anniversary Special Edition CD & DVD
| #         | タイトル                                         | 作詞                 | 作曲                 | 編曲                   | 時間  |
| --------- | ------------------------------------------------ | -------------------- | -------------------- | ---------------------- | ----- |
| 1.        | 「あかずの踏切り」                               | 井上陽水             | 星勝                 | 星勝                   | 2:35  |
| 2.        | 「はじまり」                                     | 井上陽水             | 井上陽水             | 星勝                   | 0:37  |
| 3.        | 「帰れない二人」                                 | 井上陽水・忌野清志郎 | 井上陽水・忌野清志郎 | 星勝                   | 4:22  |
| 4.        | 「チエちゃん」                                   | 井上陽水             | 井上陽水             | 星勝・ニック・ハリスン | 2:45  |
| 5.        | 「氷の世界」                                     | 井上陽水             | 井上陽水             | 星勝・ニック・ハリスン | 4:13  |
| 6.        | 「白い一日」                                     | 小椋佳               | 井上陽水             |                        | 2:28  |
| 7.        | 「自己嫌悪」                                     | 井上陽水             | 井上陽水             | 星勝                   | 2:40  |
| 8.        | 「心もよう」                                     | 井上陽水             | 井上陽水             | 星勝                   | 3:26  |
| 9.        | 「待ちぼうけ」                                   | 井上陽水・忌野清志郎 | 井上陽水・忌野清志郎 | 星勝                   | 2:42  |
| 10.       | 「桜三月散歩道」                                 | 長谷邦夫             | 井上陽水             | 星勝                   | 3:06  |
| 11.       | 「Fun」                                          | 井上陽水             | 井上陽水             | 星勝・ニック・ハリスン | 2:42  |
| 12.       | 「小春おばさん」                                 | 井上陽水             | 井上陽水             | 星勝                   | 3:09  |
| 13.       | 「おやすみ」                                     | 井上陽水             | 井上陽水             | 星勝                   | 2:57  |
| 14.       | 「白い一日 (未発表[Another take])」(Bonus Track) | 小椋佳               | 井上陽水             |                        | 2:26  |
| 合計時間: | 合計時間:                                        | 合計時間:            | 合計時間:            | 合計時間:              | 40:08 |

| #  | タイトル                                                                             | 作詞 | 作曲・編曲 |
| -- | ------------------------------------------------------------------------------------ | ---- | ---------- |
| 1. | 「井上陽水 ドキュメント 氷の世界 40年/日本初ミリオンセラーアルバムの衝撃とその時代」 |      |            |
| 2. | 「氷の世界 (演奏フルバージョン)」(特典映像)                                          |      |            |
| 3. | 「帰れない二人 (演奏フルバージョン)」(特典映像)                                      |      |            |

## 楽曲解説

### LPレコード

#### SIDE A
1. あかずの踏切り
  - 星勝の作品。本アルバムと同日にザ・モップスがシングルとして本曲をリリース。
  - ライブ・アルバム『もどり道』に収録されているバージョン（新宿厚生年金会館で歌唱）とはメロディが異なる（作曲は陽水自身）。
  - 後に発売されるライブ・アルバム『東京ワシントンクラブ』に、スタジオ録音音源として「あかずの踏切り'76」が収録されており、これも上記2つとはメロディが異なる。歌詞も一語追加されている。
2. はじまり
  - 「あかずの踏切り」から繋がった状態で始まる。
  - 高中正義、村上“ポンタ”秀一が参加。
  - 最終小節でキーが半音下がる。
3. 帰れない二人
  - 4thシングル「心もよう」のB面収録曲。このアルバムでは「はじまり」から繋がって始まる。
  - 忌野清志郎との合作で、RCサクセションの当時未発表曲だった「指輪をはめたい」を元に制作。歌詞「もう星は帰ろうとしてる帰れない二人を残して」は編曲の星勝、作詞作曲の井上、忌野をもじって書かれた。
  - イントロはニール・ヤングの「The Needle and the Damage Done」から影響を受けている。
  - 陽水自身はこの曲をA面にするよう主張していた程、お気に入りの曲で、ライブでの披露頻度も高い。
  - 映画『東京上空いらっしゃいませ』（1990年）の主題歌として使用された。
4. チエちゃん
  - 「帰れない二人」から間髪入れずに始まる。この曲までキーが半音ずつ下がっている（E♭→D→D♭）。
5. 氷の世界
  - 自身の代表曲であり、現在でもコンサートでは必ず演奏される曲である。
6. 白い一日
  - 作詞を担当した小椋佳も1974年にシングルとしてリリースしている（歌詞とメロディが僅かに異なる）。
7. 自己嫌悪
  - 高中正義が参加。
  - 歌詞に『めくら』と言う単語が登場するため、1996年マスタリング再発盤では自主規制により収録が見送られた。2001年以降発売された再発盤では自主規制が解除され、再収録された。

#### SIDE B
1. 心もよう
  - 細野晴臣が参加。
2. 待ちぼうけ
  - 忌野清志郎との合作。細野晴臣が参加。
3. 桜三月散歩道
  - 『まんがNo.1』1973年3月号の付録ソノシートに別バージョンが収録（こちらは大野進がナレーションを担当）。『まんがNo.1』版の『桜三月散歩道』は2006年に発売された『赤塚不二夫のまんがNo.1 シングルズ・スペシャル・エディション』で初CD化。作詞の長谷邦夫は赤塚不二夫のブレーンの漫画家で、当時は井上陽水や藤圭子の売り込みの相談を受けていた。
4. Fun
  - 高中正義が参加。
5. 小春おばさん
6. おやすみ

### 40th Anniversary Special Edition

#### SHM-CD
1. あかずの踏切り
2. はじまり
3. 帰れない二人
4. チエちゃん
5. 氷の世界
6. 白い一日
7. 自己嫌悪
8. 心もよう
9. 待ちぼうけ
10. 桜三月散歩道
11. Fun
12. 小春おばさん
13. おやすみ
14. 白い一日 (未発表[Another take]) (Bonus Track)
  - 歌詞の譜割りが違い、バイオリンがカットされている。

#### DVD
- 井上陽水 ドキュメント 氷の世界 40年/日本初ミリオンセラーアルバムの衝撃とその時代
  - 2013年12月28日にNHK BSプレミアムで放送された当アルバムのドキュメンタリー番組全74分。
  - 放送ではドキュメント部分とMIXされた『氷の世界』『帰れない二人』の演奏シーンをノーカットフルコーラスで収録。

## 参加ミュージシャン
- Singer：井上陽水
- Arranged by 星勝

あかずの踏切り
- Piano：Peter Robinson
- Electric Bass：John Gustafson
- Drums：Barry De Souga
- Electric Guitar：Joe Jammer
- Chorus：星勝
- Steel Guitar：大江俊幸
- Violin：谷岡としお

はじまり
- Piano：深町純
- Electric Bass：山村隆夫
- Drums：村上秀一
- Electric Guitar：高中正義
- Acoustic Guitar：安田裕美
- Acoustic Guitar, Blues Harp：井上陽水
- Steel Guitar：大江俊幸
- Violin：谷岡としお

帰れない二人
- Electric Bass：細野晴臣
- Drums：林立夫
- Electric Guitar：高中正義
- Acoustic Guitar：安田裕美, 井上陽水
- Synthesizer, Mellotron, Electric Harpsichord：深町純
- Steel Guitar：大江俊幸
- Violin：谷岡としお

チエちゃん
Strings Arranged by Nick Harrison
- Piano：Anne Odll
- Electric Bass：John Gustafson
- Drums：Barry De Souga
- Electric Guitar：Mark Warner
- Acoustic Guitar：Ray Fenwick
- Steel Guitar：大江俊幸
- Violin：谷岡としお

氷の世界
Strings Arranged by Nick Harrison
- Piano：Peter Robinson
- Electric Bass：John Gustafson
- Drums：Barry De Souga
- Electric Guitar：Mark Warner
- Synthesizer, Mellotron, Electric Harpsichord：Peter Robinson
- Chorus：Arrival
- Steel Guitar：大江俊幸
- Violin：谷岡としお

白い一日
- Acoustic Guitar：安田裕美, 井上陽水
- Steel Guitar：大江俊幸
- Violin：谷岡としお

自己嫌悪
- Piano：松岡直也
- Electric Bass：高中正義
- Drums：見砂和照
- Acoustic Guitar, Flat Mandolin：安田裕美
- Acoustic Guitar, Blues Harp：井上陽水
- Steel Guitar：大江俊幸
- Violin：谷岡としお

心もよう
- Electric Bass：細野晴臣
- Drums：林立夫
- Acoustic Guitar：安田裕美, 井上陽水
- Synthesizer, Mellotron, Electric Harpsichord：深町純
- Steel Guitar：大江俊幸
- Violin：谷岡としお

待ちぼうけ
- Electric Bass：細野晴臣
- Drums：林立夫
- Acoustic Guitar：安田裕美, 井上陽水
- Steel Guitar：大江俊幸
- Violin：谷岡としお

桜三月散歩道
- Piano：深町純
- Electric Bass：山村隆夫
- Drums：村上秀一
- Acoustic Guitar：安田裕美, 井上陽水
- Steel Guitar：大江俊幸
- Violin：谷岡としお

Fun
Strings Arranged by Nick Harrison
- Piano：松岡直也
- Electric Bass：高中正義
- Drums：見砂和照
- Acoustic Guitar：安田裕美, 井上陽水
- Steel Guitar：大江俊幸
- Violin：谷岡としお

小春おばさん
- Piano：Anne Odll
- Electric Bass：John Gustafson
- Drums：Barry De Souga
- Electric Guitar：Mark Warner
- Acoustic Guitar：Ray Fenwick
- Chorus：Arrival
- Steel Guitar：大江俊幸
- Violin：谷岡としお

おやすみ
- Piano：Peter Robinson
- Electric Bass：John Gustafson
- Drums：Barry De Souga
- Electric Guitar：Joe Gammer
- Acoustic Guitar：Mark Warnder
- Steel Guitar：大江俊幸
- Violin：谷岡としお

## 他のミュージシャンによるカヴァー
本アルバムの楽曲は、複数のミュージシャンによってカヴァーされている。「心もよう」「氷の世界」については当該記事を参照。以下はその他のカヴァー曲、ミュージシャンと収録アルバムの一例である（本アルバム収録順）。
- 「帰れない二人」 - 村上“ポンタ”秀一 feat. 福山雅治『MY PLEASURE〜FEATURING GREATEST MUSICIANS〜』、木根尚登『Life』
- 「桜三月散歩道」- キンモクセイ『さくら』
- 「小春おばさん」- ちあきなおみ『ルージュ』
- 「おやすみ」 - 西城秀樹『HIDEKI SONG BOOK』